# So You Want to Write a Fugue?
So You Want to Write a Fugue? (inglese: Dunque vuoi scrivere una fuga?) è una composizione per soprano, contralto, tenore, basso e quartetto d'archi del pianista canadese Glenn Gould.

## Storia
Glenn Gould si divertì a scrivere una fuga che parlasse della fuga stessa, e, laddove le parole descrivevano un procedimento (ad esempio, un'inversione canonica), le voci eseguivano esattamente quel procedimento.
La composizione, dal tono chiaramente satirico, è una fuga scritta secondo le rigide regole accademiche. Nell'esposizione, nei passaggi modulanti e nell'introduzione del controsoggetto, infatti, il brano segue scrupolosamente le norme della fuga tradizionale.
Il pezzo venne composto per il finale della trasmissione Anatomia della fuga, mandata in onda nel 1963 dalla Canadian Broadcasting Corporation, e venne pubblicato a New York nel 1964 dall'editore Schirmer.

## Struttura
La composizione inizia con una domanda formulata dal basso, E così vuoi scrivere una fuga?, alla quale rispondono, evocando le difficoltà legate alla realizzazione di una fuga, le altre voci, facendo così nascere una sorta di discussione sulle caratteristiche di questa forma musicale. Il basso avverte che è necessaria una certa dose di coraggio, cantando: Se hai il fegato di scrivere una fuga, fai pure. Il tenore pensa al risultato complessivo: Fai pure, ma scrivi una fuga che possiamo cantare, mentre il contralto, pur tenendo un'ineccepibile condotta contrappuntistica, persegue un metodo antiaccademico: Non badare a quello che ti abbiamo detto, non pensare a quello che ti abbiamo detto, scordati quello che ti abbiamo detto e delle teorie che hai letto. Dello stesso parere il soprano, pur mantenendosi altrettanto ligio alle regole canoniche della fuga.
L'incoraggiamento Non badare a quello che ti abbiamo detto costituisce il controsoggetto del tema fondamentale, il quale si ripresenta in varie tonalità. I cantanti si addentrano in una complessa serie di stretti in imitazione, dove le regole accademiche finiscono per privarli di ogni libertà. Mentre inneggiano a Johann Sebastian Bach, cantando: Ti divertirai e vedrai che Johann Sebastian era davvero un tipo in gamba, il basso e il tenore rinunciano alle regole per eseguire quinte parallele, un voluto errore contrappuntistico. In segno di omaggio verso Bach, il quartetto d'archi interrompe la serie di errori ed esegue un quodlibet costituito da quattro dei più famosi temi bachiani (fra i quali il concerto brandeburghese n. 2).
La frase Bada di evitare ogni sfoggio di bravura, insieme all'ammonimento che la segue: Poiché un canone inverso è una rischiosa digressione,  introduce del materiale tematico completamente nuovo. Dopo una nuova apparizione degli archi, il basso e il tenore riprendono il materiale tematico originario di So you want to write a fugue?, cui il soprano e il contralto adattano il nuovo materiale tematico appena presentato.